# Sanmaur

Sanmaur (contraction de Saint-Maurice) est un hameau situé dans La Tuque, en Mauricie, au Québec, Canada. Sanmaur a été intégré à la ville de La Tuque en 2003.

## Histoire
Ce hameau de la Haute-Mauricie a été établi en 1914 par la compagnie chargée de la construction du barrage de La Loutre, sur la rivière Saint-Maurice, au Québec.
Le village de Sanmaur sera pris en charge dans les années 1940 par la Brown Corporation, une compagnie forestière opérant en Haute-Mauricie.

## Géographie
Le hameau Sanmaur est situé en milieu forestier sur la rive ouest de la rivière Saint-Maurice, en face de Wemotaci et au sud de l’embouchure de la rivière Manouane (La Tuque). Un pont enjambe la rivière Saint-Maurice reliant Sanmaur et Wemotaci, bâti à 500 mètres en aval d'une île mesurant 2,4 km de longueur et 0,65 km de largeur maximale. Ce pont est situé à 5,5 km en amont de la Centrale de la Chute-Allard, érigée sur la rivière Saint-Maurice.
Le hameau Sanmaur est situé le long de la route forestière 25 qui permet de remonter la rivière Manouane (La Tuque). À un kilomètre plus à l'Ouest de Sanmaur, la route reliant Parent-Wemotaci traverse un pont qui enjambe la rivière Manouane (La Tuque) et rejoint la route 25.
Le hameau Sanmaur et le village de Wemotaci sont situés à 65 km (mesurés par l'eau) en aval du barrage du réservoir Gouin. Ce dernier barrage est situé à 3,8 km (mesuré par l'eau) en amont du barrage La Loutre.